# Primula valentinae
Primula valentinae är en viveväxtart som beskrevs av Fedorov. Primula valentinae ingår i släktet vivor, och familjen viveväxter. Inga underarter finns listade i Catalogue of Life.